# ノウハウ (知的財産権)
ノウハウ (know-how) とは、手続き的知識全般を意味する言葉であるが、本項においては知的財産のひとつとして扱われるノウハウについて取り扱う。他の知的財産である特許や意匠のような登録制度はないが、知的財産権の一つとして考えられている。ノウハウは、技術秘訣と訳される場合もあるが稀であり、通常はそのままノウハウと呼ぶ。

## 定義
ノウハウの明確な定義は確立されていない。国際商業会議所（ICC）は、1960年に作成した「ノウハウ保護基準条項」の中で、ノウハウを次のように定義している。「know-howとは単独で又は結合して、工業目的に役立つある種の技術を完成し、またそれを実際に応用するのに必要な秘密の技術的知識と経験、またそれらの集積」。また、吉藤は著書の中でノウハウについて、「産業上実際に利用することができる技術的思想の創作又はこれを実施するのに必要な具体的な技術的知識、資料（技術情報）、経験であって、これを創作、開発、作製又は体得した者（その者から伝授を受けたものを含む）が現に秘密にしているものをいう。」と定義している。
このように表現の違いはあるが、(1) 産業上利用可能である、 (2) 秘密に保持された、(3) 技術的な情報、として概ね理解されている。また、ここでいう情報とは、資料などの有形の媒体に記録された情報以外にも、人間による技術的指導といった無形のものも含まれる。

## 特許制度との関係
ある発明等について発明者がする判断の一つが、その発明等について特許出願を行うか、それともノウハウとして秘匿するか、というものである。上述の通り、ノウハウは特許性のある発明と同様に産業上有用であり、知的財産として扱われるために譲渡や実施許諾の対象となる。そのため、ノウハウの財産性をいかに保持するかという点が重要である。

### ノウハウのメリット
- 秘密性が保持される。
- 権利期間は秘密である限り永久である。
- 特許性がないものであっても、財産的価値を生む。

特許出願をしてしまうと、出願は公開され、ノウハウの財産性を支えている秘密性は失われてしまう。この場合、特許されれば出願から20年の独占的な権利を得ることができるが、特許されなかった場合、いずれの権利も得ることができず、公開されたノウハウは、第三者が合法的に模倣することが可能である。

### ノウハウのデメリット
- 他者が当該ノウハウを特許出願し、登録した場合、先使用を立証できない限りそのノウハウを利用できなくなる。
- ノウハウを他者が利用していたとしても、それが違法[8]なものでない限り差し止めることができない。

以上の点から、産業界では、製法のように目で見ただけでは技術を知得することができないものについては、ノウハウとして秘匿することを選択することが多く、機械などのように、分解すると構造が明らかになってしまうものについては、秘匿しておく効果がないため、特許出願をして登録により保護することが広く行われている。この他、先使用権の立証ができるか、特許性の強弱、侵害の摘発の難易、他者の追随の難易、などの観点も踏まえて対応が検討される。

## ノウハウの保護

### 不正競争防止法
不正競争防止法においては、ノウハウを含む営業秘密を保護の対象としている。故意または重過失によって他者の営業秘密を使用または実施する行為は、この法律によって規制されている。しかし、善意無過失の人間が知りえた情報を使用、実施することまでは禁止されていない点に注意する必要がある。

### 秘密保持義務
ノウハウにおいては、秘密状態にあることが重要であるため、第三者への開示に際して秘密保持義務契約を締結することが必要である。さらに、退職する従業員に対して、退職後の秘密保持を義務付けるとともに、一定期間競業他社への就職を禁じることなども、一般的に行われている。